# Mesterholdenes Europa Cup i håndbold 1988-89 (kvinder)
Mesterholdenes Europa Cup i håndbold 1988-89 for kvinder var den 29. udgave af Mesterholdenes Europa Cup i håndbold for kvinder. Turneringen havde deltagelse af 22 hold, som var blevet nationale mestre sæsonen forinden, og blev afviklet som en cupturnering, hvor alle opgørene blev afviklet over to kampe, hvor holdene mødtes både ude og hjemme.
Turneringen blev vundet af Hypobank Südstadt fra Østrig, som i finalen over to kampe besejrede de seneste fire sæsoners vindere, Spartak Kijev fra Sovjetunionen, med 37-33. Det var første gang i turneringens historie, at et østrigsk hold vandt titlen, og det var tredje sæson i træk, at de to hold mødtes i finalen. Hypobank Südstadt blev samtidig de første vesteuropæsike vindere af turneringen siden sæsonen 1964-65, hvor danske HG sejrede.

## Resultater

### 1/16-finaler
| Dato   | Dato   | Hjemmehold i 1. kamp   | Udehold i 1. kamp      | Resultat | Resultat | Resultat |
| 1.kamp | 2.kamp | Hjemmehold i 1. kamp   | Udehold i 1. kamp      | Samlet   | 1.kamp   | 2.kamp   |
| ------ | ------ | ---------------------- | ---------------------- | -------- | -------- | -------- |
| ?      | ?      | SC Muresul Targu-Mures | Arçelik SK             | 65–20    | 37-50    | 28-15    |
| 10.12. | ?      | ?                      | Åbo IFK                | 43–31    | 28-15    | 15-16    |
| 10.12. | ?      | TV Lützellinden        | HC Espérance           | ?–?      | 37-90    | ?        |
| ?      | ?      | LC Brühl               | Cassano Magnago Macchi | 34–42    | 23-19    | 11-23    |
| 10.12. | 17.12. | VIF G. Dmitrov Sofia   | AS Filippos Verias     | 54–27    | 29-12    | 25-15    |
| 10.12. | ?      | Iskra Partizánske      | Ruch Chorzów           | ?–?      | 25-15    | ?        |

### Ottendedelsfinaler
| Dato   | Dato   | Hjemmehold i 1. kamp   | Udehold i 1. kamp    | Resultat | Resultat | Resultat |
| 1.kamp | 2.kamp | Hjemmehold i 1. kamp   | Udehold i 1. kamp    | Samlet   | 1.kamp   | 2.kamp   |
| ------ | ------ | ---------------------- | -------------------- | -------- | -------- | -------- |
| ?      | ?      | Spartak Kijev          | Fram Reykjavik       | ?–?      | 22:16    | ?        |
| ?      | ?      | Cassano Magnago Macchi | ?                    | ?–?      | ?        | ?        |
| ?      | ?      | SC Muresul Targu-Mures | Byåsen IL            | 51–50    | 32-23    | 19-27    |
| 15.1.  | 22.1.  | BM Iber Valencia       | ES Besançon          | 38–29    | 22-16    | 16-13    |
| ?      | ?      | TV Lützellinden        | ?                    | ?–?      | ?        | ?        |
| 15.1.  | ?      | Debreceni MVSC         | VIF G. Dmitrov Sofia | ?–?      | 35-19    | ?        |
| ?      | ?      | SC Leipzig             | ?                    | ?–?      | ?        | ?        |
| 10.1.  | 17.1.  | Hypobank Südstadt      | Stade Français       | 56–34    | 28-17    | 28-17    |

### Kvartfinaler
| Dato   | Dato   | Hjemmehold i 1. kamp | Udehold i 1. kamp      | Resultat | Resultat | Resultat |
| 1.kamp | 2.kamp | Hjemmehold i 1. kamp | Udehold i 1. kamp      | Samlet   | 1.kamp   | 2.kamp   |
| ------ | ------ | -------------------- | ---------------------- | -------- | -------- | -------- |
| ?      | ?      | Spartak Kijev        | Cassano Magnago Macchi | 51–32    | 29-17    | 22-15    |
| 12.2.  | 26.2.  | BM Iber Valencia     | SC Muresul Targu-Mures | 45–52    | 24-21    | 21-31    |
| ?      | ?      | TV Lützellinden      | Debreceni MVSC         | 40–42    | 18-22    | 22-20    |
| ?      | ?      | SC Leipzig           | Hypobank Südstadt      | 42–53    | 20-25    | 22-28    |

### Semifinaler
| Dato   | Dato   | Hjemmehold i 1. kamp   | Udehold i 1. kamp | Resultat | Resultat | Resultat |
| 1.kamp | 2.kamp | Hjemmehold i 1. kamp   | Udehold i 1. kamp | Samlet   | 1.kamp   | 2.kamp   |
| ------ | ------ | ---------------------- | ----------------- | -------- | -------- | -------- |
| ?      | ?      | SC Muresul Targu-Mures | Spartak Kijev     | 39–49    | 22-25    | 17-24    |
| 19.3.  | 27.3.  | Debreceni MVSC         | Hypobank Südstadt | 39–49    | 24-29    | 15-20    |

### Finale
| Dato   | Dato   | Hjemmehold i 1. kamp | Udehold i 1. kamp | Resultat | Resultat | Resultat |
| 1.kamp | 2.kamp | Hjemmehold i 1. kamp | Udehold i 1. kamp | Samlet   | 1.kamp   | 2.kamp   |
| ------ | ------ | -------------------- | ----------------- | -------- | -------- | -------- |
| 23.4.  | ?      | Spartak Kijev        | Hypobank Südstadt | 33–37    | 14-16    | 19-21    |